# Commerce indépendant
Le commerce indépendant est une forme de commerce dont l'entreprise, de gros ou de détail, n'a aucun lien, pour ses activités d'achat ou de vente, avec un organisme coordinateur ou centralisateur.

## Caractéristiques
- En général, c'est une petite unité, avec surface de vente faible et un effectif réduit.
- L'activité se pratique, le plus souvent, au niveau de la commercialisation de détail, mais peut aussi concerner une commercialisation de gros.
- Elle s'exerce de façon sédentaire dans un point de vente fixe (comme une boulangerie ou une pharmacie) ou de façon non sédentaire (vente foraine, commerce ambulant, vente sur le marché, démarchage etc.).

### Avantages
- La grande liberté d'action pour le commerçant pour définir son assortiment, la tarification et la gestion de son point de vente.
- La rapidité de décision et d'adaptation aux demandes des clients et/ou aux événements survenant dans la zone de chalandise

### Inconvénients
- Les faibles volumes traités qui limitent sa capacité de négociation à l'achat et réduisent les marges de manœuvre en matière de fixation du prix de vente.
- Il faut ses propres ressources et faire appel à des prestataires extérieurs pour décider et mettre en pratique ses décisions puisqu'on ne bénéficie pas de la notoriété d'une marque.

## Poids économique en France
En 2012, le commerce indépendant organisé regroupe plus de 102 403 points de vente adhérents à l'une des 1 569 enseignes de franchise ou l'une des 142 coopératives françaises.
Le commerce indépendant représente 180 milliards d’euros de chiffre d’affaires et 1 294 000 emplois. Seuls 17 % des commerçants indépendants sont "isolés" et n'appartiennent à aucune commerce associé, commerce intégré ou franchise.